# Orbital Sciences
Pour les articles homonymes, voir OS, OSC et Orbital (homonymie).

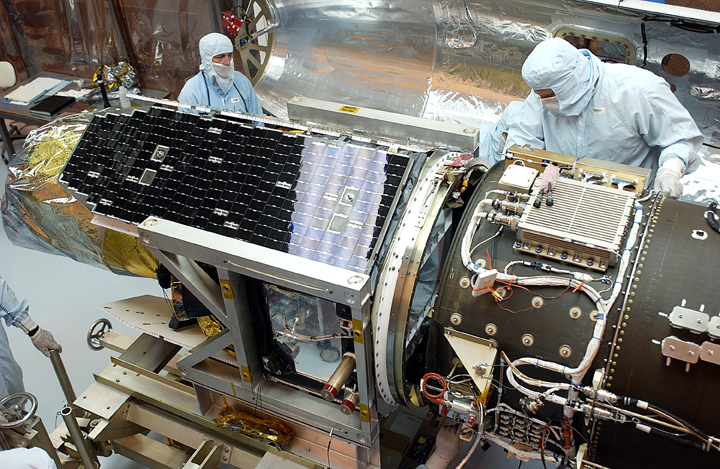
Le satellite scientifique GALEX est fixé sur un lanceur Pegasus XL tous deux construits par Orbital

Orbital Sciences Corporation (appelée communément Orbital) était une société américaine spécialisée dans la réalisation de satellites de tous types placés en orbite basse, de satellites de télécommunications, de sondes spatiales et de lanceurs légers. Elle est désormais incluse dans Northrop Grumman Innovation Systems. 

## Historique
Orbital  est fondée en 1982. Elle fusionne en février 2015 avec Alliant Techsystems (appelée communément ATK) pour former Orbital ATK qui est acheté pour 9,2 milliards de dollars par Northrop Grumman en 2018 puis renommé Northrop Grumman Innovation Systems.

## Généralités
Le siège d’Orbital  est situé à Dulles en Virginie et elle dispose de plusieurs établissements situés en Californie, dans l'Arizona et dans le Maryland. Elle emploie environ 3 700 personnes fin 2011 puis environ 3 300 personnes en 2013.

## Réalisations de satellites artificiels
Orbital  conçoit et réalise un grand nombre de satellites : elle est notamment un des principaux constructeurs mondiaux de satellites de télécommunications en orbite géostationnaire et en orbite basse. Fin 2011, la société a construit 135 satellites depuis sa création en 1982, assemble des satellites scientifiques comme le NuSTAR , des satellites d'observation pour la défense ou le secteur privé .

## Activités de lancement
Orbital Sciences Corporation a également développé trois lanceurs adaptés à des charges utiles allant de 450 kg à 1 750 kg. Fin 2011 la société a effectué 40 lancements depuis 1990 :
- Pegasus.
- Taurus.
- Minotaur.

## Ravitaillement de la Station spatiale internationale
La société est sélectionnée dans le cadre du programme programme COTS pour assurer une partie du ravitaillement de la Station spatiale internationale. À ce titre elle développe le lanceur de moyenne capacité Antares (ex Taurus II) capable de placer 6 tonnes en orbite basse ainsi que le vaisseau cargo Cygnus. Le premier vol a lieu en 2013.

## Autres activités

### Spatiales
Orbital a participé au programme de navette spatiale automatique Orbital Sciences X-34 lancé en 1996 jusqu'à l'arrêt du programme en 2001.
Orbital est également impliquée dans le développement de la future capsule spatiale Orion dont elle conçoit la tour de sauvetage qui doit permettre de sauver l'équipage en cas de dysfonctionnement du lanceur.

### Défense
Orbital Sciences participe à la conception et à la réalisation des intercepteurs et de missiles-cibles dans le cadre du programme anti-missiles balistiques Ground-Based Midcourse Defense.
Orbital Sciences conçoit et réalise une série d'engins cibles, de courte, moyenne et longue portée. Parmi ceux-ci, on peut citer le GQM-163 Coyote utilisé par la US Navy pour simuler l'attaque de missiles anti-navires.